# みしま

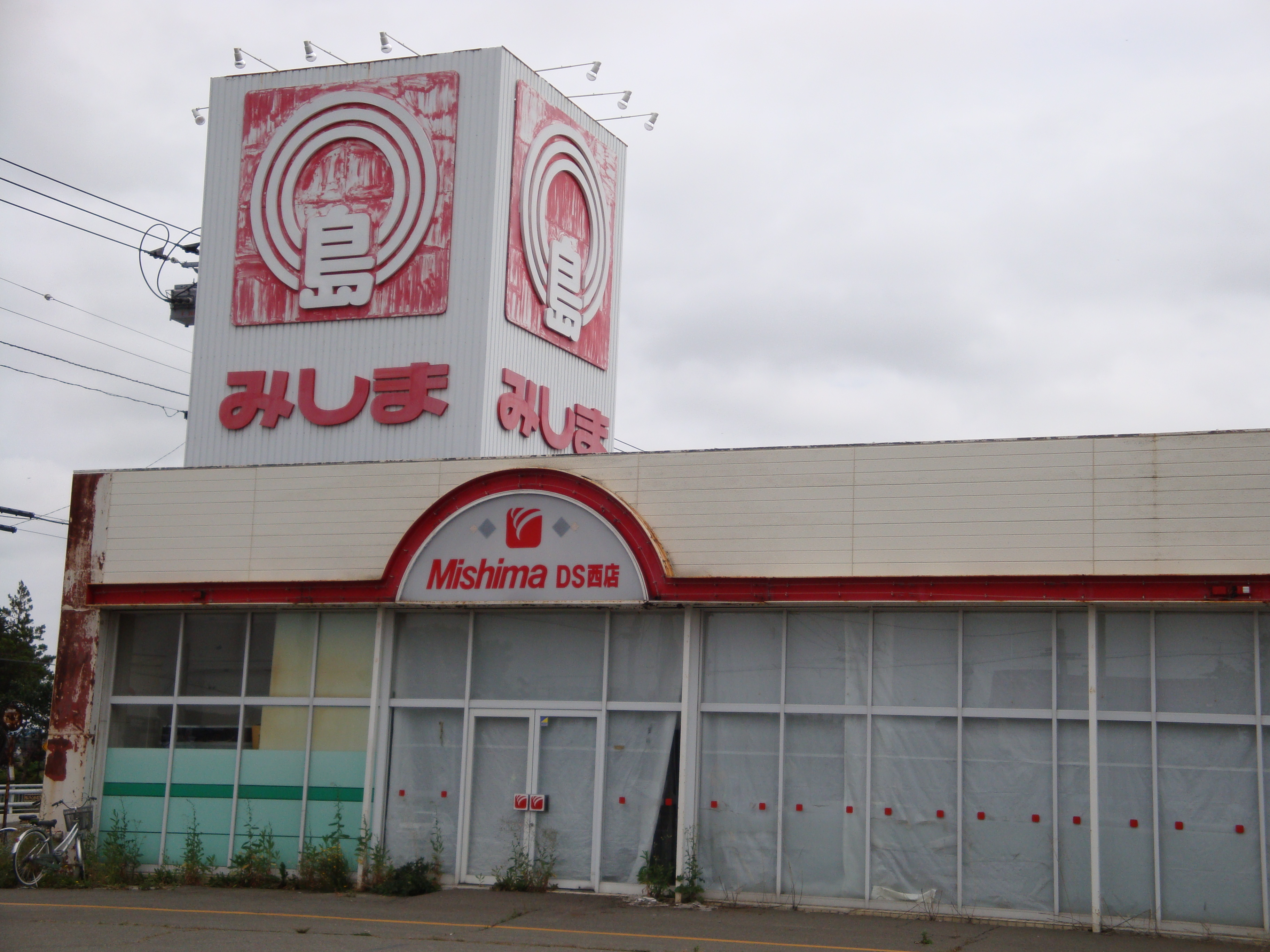
閉鎖した士別西店（2008年8月撮影）

みしまは、かつて株式会社三島が運営していたスーパーマーケット。
士別・名寄地方を中心に、旭川市や北見市など道北各地でチェーン展開していた。

## 概要
- 本社所在地は士別市。士別・名寄市内では西條と激しく争った。
- 最盛期には20以上もの店舗を有した[2]。

## 沿革
- 1962年（昭和37年） - 設立[2]。
- 1985年（昭和60年） - 旭川市内に出店。
- 1997年（平成9年）11月 - 旭川・北見地区の8店舗を道北ラルズへ営業譲渡[3]。
- 2005年（平成17年）
  - 1月28日 - 民事再生法申請[1]。
  - 1月31日 - 民事再生法に基づく財産保全命令を受ける[2]。負債総額は約17.5億円[2]。
  - 3月 - 4店舗を道北ラルズへ営業譲渡[1]。
  - 残る2店舗は閉鎖[2]。
  - 会社清算。

## ストアネームと店舗所在地
- みしま - SM（スーパーマーケット）。士別（2店）、名寄（2店）、美深、和寒、下川、旭川（数ヶ店）。
- サンサンショッピングプラザ - SM。北見市内（2店）、美幌。
- VARUE - 食品ディスカウントストア。旭川市内。
- サンバリュー食品館 - SM・SSM（大型スーパー）。マルカツ店・士別食品館[1]・名寄食品館[1]。
- 美味百菜 - 総菜のインショップ。各店。

## 道北ラルズへの営業譲渡
道北ラルズは2012年に合併により道北アークスとなったため、その時点で営業を継続していた店舗は、道北アークスの運営に移行している。
年商は2004年の実績。
- バリュー東光店（旭川市）
  - ラルズマート東光店→ビッグハウス東光店と転換されたのち、2017年に隣接地に新築移転しスーパーアークス東光。
- サンバリューマルカツ店（旭川市、SM）
  - ラルズマートマルカツ店（2017年閉店）
- サンバリュー士別食品館（士別市、SSM、1,790.7m2、年商15.09億円）[1]
  - 2005年（平成17年）8月に改装されてビッグハウス士別店となった[4]。さらに2021年2月20日に改装によりスーパーアークスに転換[5]。
- みしま北店→サンバリュー名寄食品館（名寄市、SM、884.5m2、年商11.75億円）[1]
  - 道北ラルズ名寄店→ラルズマート名寄店と転換。
- みしま美深店（美深町、SM、372.2m2、年商2.69億円）[1]
  - 道北ラルズ美深店→ラルズマート美深店と転換。
- みしま士別西店（士別市、SM、541.3m2、年商4.95億円）[1]
  - 道北ラルズ士別西店となったが2006年（平成18年）1月31日で閉店した[6]。

### 道北ラルズへの営業譲渡後、道東ラルズへ営業譲渡された店舗
以下の店舗は1998年に道東ラルズ（現：道東アークス）に譲渡された。
- 本町店（北見市）→ラルズマート本町店
- 桜町店（北見市）→ラルズマート桜町店（2003年閉店）
- 美幌店（美幌町）→ラルズマート美幌店→ビッグハウス美幌店（2013年に閉店、スーパーアークス美幌店へのスクラップアンドビルド）。

## 閉鎖店舗
- みしま本店（士別市東1条7[7]、1962年（昭和37年）6月1日開店[7]）

店舗面積400m2
- みしま宮下店（士別市東1条北1[8]、1963年（昭和38年）7月5日開店[8]）

店舗面積230m2
店舗跡は葬儀会社の事務所
- みしま名寄店（名寄市4条南5[7]、1969年（昭和44年）7月19日開店[7]）

店舗面積561m2
居酒屋
- みしま長崎屋店

店舗跡は空店舗
- みしま和寒店

店舗跡は建物は解体
- みしま下川店

店舗跡は隣接会社の格納庫

## 関連事業
- 食品製造加工 - 士別市内に工場を置く。豆腐・めん類など。
- 燃料 - プロパンガスを取り扱う。